# Amy Ray

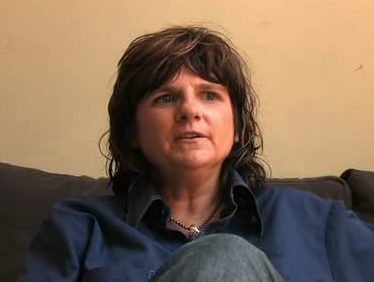
Amy Ray, 2008

Amy Elizabeth Ray (* 12. April 1964 in Decatur, Georgia) ist eine US-amerikanische Singer-Songwriterin und Musikerin. Zusammen mit Emily Saliers bildet sie das Folk-Duo Indigo Girls. Als Solokünstlerin hat sie zehn Alben veröffentlicht und 1989 das Independent-Label Daemon Records gegründet. Sie ist bekannt für ihre markante Alt-Stimme und spielt akustische sowie E-Gitarre, Mandoline und Harmonika.

## Werdegang
Amy Ray wurde in Decatur, Georgia geboren, wo sie Emily Saliers kennen lernte, als beide dieselbe Grundschule besuchten. Sie begannen zusammen aufzutreten und nahmen ihre ersten Demo-Songs im Jahr 1981 auf. Nach dem Schulabschluss entschieden sie sich für verschiedene Universitäten, Amy Ray besuchte die Vanderbilt University, 1985 wechselten beide an die Emory University in Atlanta und gründeten die Indigo Girls. 1986 schloss Ray ihr Studium in den Fachrichtungen Anglistik und Theologie ab.
Im März 2001 veröffentlichte Ray ihr erstes Solo-Album mit dem Titel Stag, im Genre Punk-Rock. Mitmusikerinnen waren The Butchies, eine Punk-Band bestehend aus unter anderem aus Kaia Wilson, Melissa York, and Alison Martlew, die auf fünf der Songs zu hören ist, als auch Joan Jett auf dem Song „Hey Castrator“. Im April 2005 veröffentlichte Ray das Album Prom und im Dezember 2006, veröffentlichte sie das Album Live from Knoxville. Ihr viertes Album Didn't It Feel Kinder erschien im August 2008. Lung of Love, ein eher Indie-Rock-orientiertes Album, wurde 2012 veröffentlicht.
Ihre Begleitband für ihre Stag Tour waren The Butchies. Für die Tour zu ihrem Album Prom 2004 bestand ihre Begleitband aus Les Nuby (Gitarre), Will Lochamy (Schlagzeug), and Jody Bleyle (Bass). Auf ihrer Lung of Love Tour 2012 begleiteten sie wieder The Butchies. Jenn Stone, ehemalige Keyboarderin für Kesha, war auf dieser Tour ebenfalls dabei. Auf ihrem Album Goodnight Tender aus dem Jahr 2014 hat Justin Vernon von Bon Iver einen Gastauftritt und sie und Vernon verbindet seitdem eine Freundschaft.

## Nebenprojekte

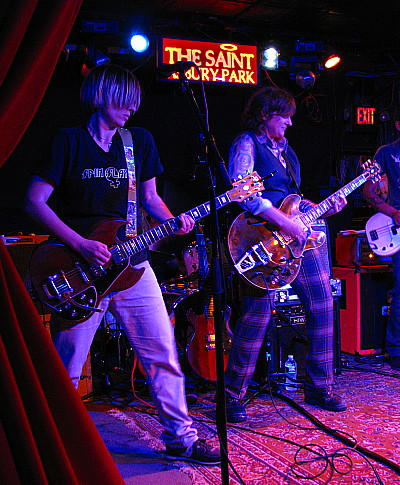
Kaia Wilson und Amy Ray bei einem Konzert 2012

Neben ihrer Band Indigo Girls und ihrer Solokarriere, führt Amy Ray auch das unabhängige Plattenlabel Daemon Records, das seinen Sitz in Decatur im US-Bundesstaat Georgia hat. Künstler und Künstlerinnen, die bei Daemon Records unter Vertrag sind, sind z. B. Girlyman, Magnapop, Nineteen Forty-Five, Michelle Malone, Three Finger Cowboy, Danielle Howle and the Tantrums, Gerard McHugh, New Mongrels, Grady Cousins, The Oblivious, Snow Machine, Utah Phillips und Rose Polenzani.
Ray setzt sich darüber hinaus für mehrere politische und soziale Anliegen ein, darunter Frauenrechte und Rechte von Homosexuellen, Rechte der indigenen Bevölkerung, Reglementierung von Waffenbesitz, Umweltschutz und der Einsatz gegen die Todesstrafe. Sie reiste mehrmals in den mexikanischen Bundesstaat Chiapas, um die Zapatistische Armee der Nationalen Befreiung zu unterstützen.
1993 gründeten Ray und Emily Saliers, ihre Bandkollegin bei den Indigo Girls, und Winona LaDuke Honor the Earth. Das Anliegen von Honor the Earth ist „Bewusstsein und Unterstützung für Umweltschutz-Anliegen der indigenen Bevölkerung der USA sowie benötigte finanzielle und politische Ressourcen für das nachhaltige Bestehen von indigenen Gemeinden zu schaffen. Honor the Earth bringt diese Mittel durch Musik, Künste, Medien und Wissen der indigenen Bevölkerung auf, um die Menschen aufzufordern, die gemeinsame Abhängigkeit von der Erde zu erkennen und eine Stimme für diejenigen zu sein, die nicht gehört werden.“
Ray war Jurorin bei den 3. jährlich stattfindenden Independent Music Awards um die Karrieren unabhängiger Künstler und Künstlerinnen zu fördern.

## Persönliches
Ray definiert sich als Lesbe und verwendet die Pronomen sie/ihr. Sie wohnt in den Bergen von North Georgia, mit ihrer Partnerin Carrie Schrader und ihrer Tochter, Ozilline Graydon. Im März 2021 sprach Ray im Podcast LGBTQ&A über die Themen Geschlechtsdysphorie und genderqueer zu sein.
Ray bezeichnet sich als „religiös“ und als „Pagan Christian“.

## Diskografie

### Studioalben
- Stag (2001)
- Prom (2005)
- Didn’t It Feel Kinder (2008)
- Lung of Love (2012)
- Goodnight Tender (2014)
- Holler (2018)
- If It All Goes South (2022)

### Livealben
- Live from Knoxville (2006)
- MVP Live (2010)
- The Tender Hour: Amy Ray Live from Seattle (2015)